# Darbo partija (leiboristai)
Die Darbo partija (leiboristai) (DP, deutsch: Arbeitspartei (Laboristen)) ist eine populistische Partei in Litauen, die in der linken Mitte verortet wird. Sie trägt Züge einer sozialpopulistischen Partei. Ihr Gründer und Anführer ist der Millionär Viktor Uspaskich. Sie spricht vor allem Wähler an, die mit der wirtschaftlichen Lage unzufrieden sind, sowie Angehörige der russischen und polnischen Minderheit und wird vorwiegend außerhalb der größeren Städte gewählt.

## Geschichte
Darbo partija wurde 2003 von dem in Russland geborenen Unternehmer Viktor Uspaskich gegründet.
Bei der Wahl zum Europäischen Parlament im Juni 2004, der ersten Wahl, zu der die Partei antrat, errang sie auf Anhieb 30,2 % der Stimmen und zog mit 5 Sitzen als stärkste litauische Partei ins Parlament ein. Dort schloss sie sich der Fraktion der Allianz der Liberalen und Demokraten für Europa an.
Auch war sie bis 2012 Mitglied der 2004 gegründeten Europäischen Demokratischen Partei.
Bei der Wahl zum litauischen Parlament Seimas am 10. Oktober 2004 vereinte die Darbo partija 28,4 % der Stimmen auf sich und erreichte 39 der 141 Sitze. Wiewohl die führenden Parteien Litauens zuvor eine Koalition ausgeschlossen hatten, bildeten die Sozialdemokraten und die Sozialliberalen eine Regierung mit der Arbeitspartei. Ihr Parteivorsitzender Uspaskich wurde Wirtschaftsminister (allerdings nur bis Juni 2005).
Anfang Mai 2006 kam es angesichts der zunehmenden Vorwürfe über finanzielle Unregelmäßigkeiten in der Buchhaltung der Partei zur Auflehnung zahlreicher Mitglieder gegen den Parteigründer und autoritären Vorsitzenden Uspaskich. Unter der Führung von Viktoras Muntianas, einem der Gründungsmitglieder der Arbeitspartei, traten in der Folge 8 Parlamentarier aus der Fraktion aus und gründeten die Fraktion der Demokratischen Bürgerpartei. In der Folge zerbrach die Regierungskoalition mit den Sozialdemokraten. In der neuen Minderheitsregierung von Gediminas Kirkilas (LSDP, ab Juli 2006) war die Arbeitspartei nicht mehr vertreten, stimmte in der Folge im Parlament allerdings oft mit der Regierung.
Insgesamt verließen bis zum Sommer 2007 17 der anfangs 41 Abgeordneten die Fraktion (insgesamt 9 zur Bürgerpartei, 4 zu den Sozialdemokraten, 2 zur Bauernpartei, 1 zur Unabhängigen Fraktion und 1 zu den Liberaldemokraten).
Aufgrund der Untersuchungen der Staatsanwaltschaft setzte sich Viktor Uspaskich nach Russland ab und gab im Juni 2006 den Parteivorsitz fernmündlich zu Gunsten seiner Stellvertreterin Loreta Graužinienė auf. Lorėta Graužinienė führte den Vorsitz kommissarisch bis zu Neuwahlen am 26. August 2006, als Kęstutis Daukšys zum neuen Vorsitzenden gewählt wurde.
Bei der Kommunalwahl am 25. Februar 2007 konnte die Partei mit 7,16 % der Stimmen 111 Mandate in den Kommunen erringen. Damit wurde sie sechststärkste Partei. Im September 2007 kehrte Viktor Uspaskich aus Moskau zurück und ließ sich im November 2007 erneut zum Vorsitzenden „seiner“ Partei wählen.
Die Parlamentswahl im Oktober 2008 brachte zwar eine Niederlage, allerdings fiel sie geringer aus, als nach den Skandalen um ihren Parteivorsitzenden und den zahlreichen Partei- und Fraktionsaustritten zu erwarten gewesen war. Die Arbeitspartei erreichte 9 % und 10 Sitze im Seimas. Sie ist seither in der Opposition.
Auch bei der Europawahl 2009 konnte sich die Partei stabil halten und kam auf 8,8 % der gültigen Stimmen. Ihr Parteivorsitzender Viktor Uspaskich zog daraufhin als Abgeordneter ins Europaparlament ein.
Die Partei hat 12.800 Mitglieder und war Ende 2008 mit 6,5 Millionen Litas (fast 1,9 Mio. Euro) Barguthaben die vermögendste Partei in Litauen.
Nach der Auflösung der Naujoji Sąjunga (Socialliberalai) (Neue Union (Sozialliberale)) am 9. Juli 2011 schloss sich der größte Teil dieser Partei der Darbo partija an, die im Mai 2012 Mitglied der Europäischen Liberalen, Demokratischen und Reformpartei wurde.
2013 vereinigte sich Darbo partija mit Leiboristai und wurde Darbo partija (leiboristai).
Im Jahr 2021 beschloss der Vorstand der Partei, sich aus seiner Zugehörigkeit zur Partei Allianz der Liberalen und Demokraten für Europa (ALDE) zurückzuziehen. Dies geschah nach dem Ausschluss des Parteivorsitzenden MdEP Viktor Uspaskich aus der Fraktion Renew Europe im Europäischen Parlament aufgrund seiner homophoben Äußerungen.

## Politiker
EP-Mitglieder
- Valentinas Mazuronis
- Viktor Uspaskich

Minister
- Virginija Baltraitienė, Land
- Šarūnas Birutis, Kultur
- Rokas Masiulis, Energie
- Algimanta Pabedinskienė, Soziales und Arbeit
- Audronė Pitrėnienė, Bildung

Bürgermeister
- Algirdas Gricius, Raseiniai
- Rolandas Janickas, Ukmergė
- Petras Kuizinas, Telšiai
- Živilė Pinskuvienė, Širvintos

## Leitung
Vorsitzende
- 2003–2006: Viktoras Uspaskich
- 2006–2007: Kęstutis Daukšys
- 2007–2013: Viktoras Uspaskich
- 2013: Vytautas Gapšys
- 2013–2015: Loreta Graužinienė
- 2015–2016: Valentinas Mazuronis
- Herbst 2016: Vytautas Gapšys (kommissarisch)
- 2016–2017: Živilė Pinskuvienė
- 2017–2018: Šarūnas Birutis (kommissarisch)
- seit 2018: Viktoras Uspaskich